# Edison Otero
Edison Audino Otero (Avellaneda, 23 de noviembre de 1917 - ibidem, 8 de agosto de 1999) fue un político y médico cardiólogo argentino, perteneciente a la Unión Cívica Radical, quien se desempeñó como senador nacional por la Provincia de Buenos Aires electo en dos ocasiones (1983 y 1986). Fue Presidente Provisional del Senado mientras Raúl Alfonsín se desempeñaba como Presidente de la Nación.

## Biografía
Nació en Avellaneda (provincia de Buenos Aires) en 1917. Se recibió de médico en la Facultad de Medicina de la Universidad de Buenos Aires en 1944. Se desempeñó como cardiólogo en el Hospital Fiorito de Avellaneda, donde fundó el área de cardiología.
En política, adhirió a la Unión Cívica Radical, siendo miembro del comité radical de la provincia de Buenos Aires entre 1960 y 1964. Fue secretario de Salud y Acción Social de la Municipalidad de Avellaneda entre 1963 y 1964, y tiempo después fue designado como subsecretario de Acción Social de la provincia de Buenos Aires, hasta 1966, en la gobernación de Anselmo Marini.
En 1972 fundó junto con otros radicales, entre ellos Raúl Alfonsín, el Movimiento de Renovación y Cambio de la Unión Cívica Radical, siendo presidente del mismo en la provincia de Buenos Aires hasta 1985.En las internas UCR a gobernador de Buenos Aires 1972 fue precandidato a vicegobernador acompañando a Alejandro Armendariz. Fue elegido senador nacional en 1983 por primera vez, con el retorno de la democracia, siendo reelegido en 1986, con mandato hasta 1995. Su cercanía con Alfonsín lo llevó a ocupar la presidencia provisional del Senado durante toda su presidencia. Fue también vicepresidente primero del Comité Nacional de la Unión Cívica Radical durante la presidencia de Alfonsín.
Falleció en agosto de 1999, a los 81 años.